# Grangues
Grangues ist eine Gemeinde mit 289 Einwohnern (Stand 1. Januar 2022) in der Normandie in Frankreich. Sie gehört zum Département Calvados, zum Arrondissement Lisieux und zum Kanton Cabourg. Sie grenzt im Nordwesten an Dives-sur-Mer, im Norden an Gonneville-sur-Mer, im Osten an Douville-en-Auge, im Südosten an Angerville, im Süden an Dozulé, im Südwesten an Cricqueville-en-Auge und im Westen an Périers-en-Auge.

## Bevölkerungsentwicklung
| Jahr      | 1962 | 1968 | 1975 | 1982 | 1990 | 1999 | 2008 | 2015 |
| --------- | ---- | ---- | ---- | ---- | ---- | ---- | ---- | ---- |
| Einwohner | 215  | 161  | 143  | 180  | 184  | 241  | 236  | 240  |

## Sehenswürdigkeiten
- Kirche Notre-Dame, seit 1926 als Monument historique ausgewiesen

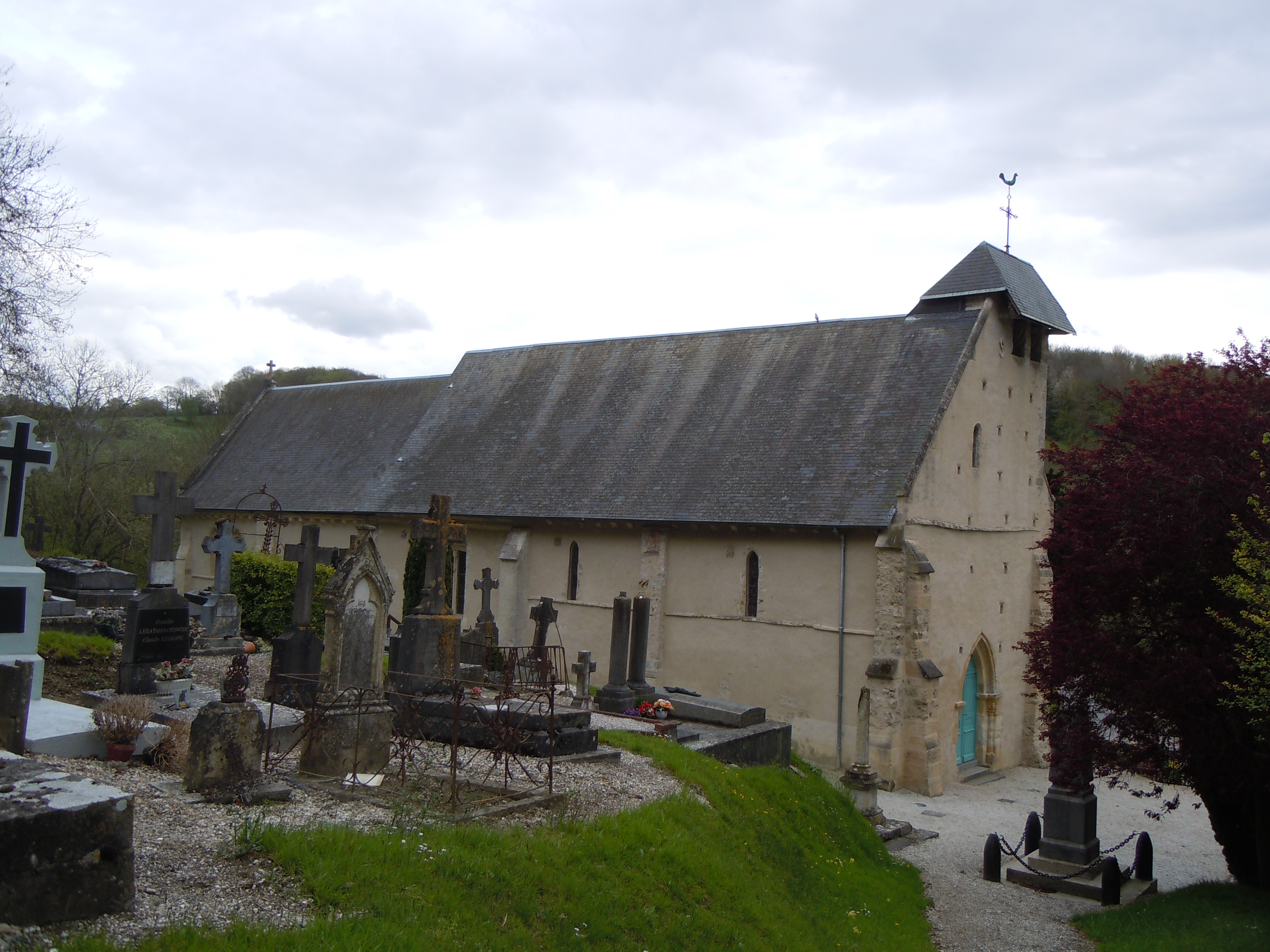
Kirche Notre-Dame